# Volkswagen (концерн)
Volkswagen AG (немецкий: [ˈfɔlksˌvaːgŋ̍] (слушать)о файле) — немецкий автомобильный концерн. Штаб-квартира находится в городе Вольфсбурге, Германия. Концерн назван по марке Volkswagen (в переводе с нем. — «народный автомобиль»). Компания Volkswagen Aktiengesellschaft, известная под аббревиатурой VW AG, возглавляет концерн, в который на конец 2021 года входило более 1500 дочерних компаний, совместных предприятий и партнёрств. Компания выпускает автомобили под брендами Volkswagen, Audi, SEAT, Škoda, Bentley, Bugatti, Lamborghini, Porsche, Scania, MAN и Navistar, а также мотоциклы Ducati. Контрольный пакет акций Volkswagen AG принадлежит компании Porsche Automobil Holding SE.
В списке крупнейших публичных компаний мира Forbes Global 2000 за 2022 год концерн Volkswagen AG занял 25-е место, а в списке Fortune Global 500 — 8-е место.

## История
Концерн ведёт своё происхождение от фирмы Gesellschaft zur Vorbereitung des Deutschen Volkswagens mbH («Общество для разработки немецкого народного автомобиля» при национал-социалистской организации «Сила через радость»), созданной Фердинандом Порше в 1937 году в Берлине. В начале 1938 года началось строительство первого завода Volkswagen в Вольфсбурге; 16 сентября того же года фирма была переименована в Volkswagenwerk GmbH. Однако завод начал производство не народного автомобиля, а военной техники с применением рабского труда заключённых концлагерей, а к концу войны был почти полностью разрушен. С окончанием Второй мировой войны завод попал под управление британской военной администрации, которая решила сделать его основой для восстановления автомобильной промышленности Германии. Главой компании был назначен Хайнц Нордхофф (Heinz Nordhoff). К 1949 году, когда заводы Volkswagen перешли под контроль властей земли Нижняя Саксония, они выпускали половину всех автомобилей в стране, в основном модель Volkswagen Käfer («Жук»). В конце 1950-х годов начались поставки «Жуков» в США, где они пользовались большим спросом благодаря активной рекламной кампании, надёжности и невысокой цене.
22 августа 1960 года компания была частично приватизирована, по 20 % оставили за собой правительство ФРГ и правительство земли Нижняя Саксония, остальные акции стали доступны инвесторам; соответственно, название компании было изменено на Volkswagenwerk AG. В 1965 году у Daimler-Benz была куплена компания Auto Union GmbH, выпускавшая автомобили под брендом Audi. В 1968 году, когда умер Хайнц Нордхофф, продажи «Жука» достигли максимума в 400 тыс. штук, после чего начался спад как его продаж, так и всей компании. К началу 1970-х компания оказалась на грани банкротства, причинами были дорогая рабочая сила в Германии, рост конкуренции со стороны японских производителей. Преодолеть кризис помогла модель Golf, а также автоматизация производства. В 1985 году название компании было сокращено до Volkswagen AG. В 1986 году была куплена 75-процентная доля в испанском автопроизводителе Sociedad Española de Automobiles del Turismo S.A. (SEAT), в 1990 году он был поглощён полностью.
1990-е годы компания начала крупными инвестициями, по 3 млрд долларов было вложено в модернизацию и расширение заводов в Восточной Германии и Испании, за 6 млрд долларов была куплена 31-процентная доля в чешской компании Škoda. Однако вскоре стало ясно, что эти инвестиции себя не оправдывают, и глава компании Карл Хан был отправлен в отставку. Его в начале 1993 года сменил Фердинанд Пиех (внук Фердинанда Порше), начавший программу сокращения персонала и реорганизации структуры компании. 1993 год компания закончила с убытком в 1,94 млрд марок, но в последующие годы вернулась к прибыли, которая постепенно росла. В 1993 году в компанию из General Motors перешёл Хосе Лопес, которому было поручено обновление существующих заводов и строительство нового в Бразилии; вскоре, однако, General Motors обвинила его в промышленном шпионаже, в 1997 году Volkswagen пришлось заплатить по иску американской компании 100 млн долларов.
Для снижения расходов Volkswagen в 1990-х годах применила унификацию платформы автомобилей, к концу десятилетия весь модельный ряд концерна выпускался всего на четырёх типах шасси и трансмиссии. В 1998 году было приобретено сразу несколько производителей престижных марок автомобилей: у Vickers plc за 640 млн долларов были куплены Rolls-Royce и Bentley, затем итальянские Lamborghini и Bugatti, и, наконец, производитель моторов Cosworth. В 1999 году было завершено поглощение Škoda. В сентябре 1999 года Volkswagen первым из европейских автопроизводителей достиг отметки в 100 млн выпущенных машин. В 2003 году компания утратила права на марку Rolls-Royce, с тех пор она принадлежит BMW.
К 2008 году Porsche Automobil Holding, контролируемой другой ветвью семьи Порше-Пиех, удалось собрать 74 % акций Volkswagen, однако специфика закона о приватизации Volkswagen не позволяла осуществить поглощение — 20,1 % акций всё ещё принадлежали властям Нижней Саксонии, и это был блокирующий пакет акций. Кроме того, Porsche влезла в долги, скупая акции, (более 10 млрд евро), и против неё было начато расследование в отношении законности тайной скупки акции. В августе 2009 года между Porsche и Volkswagen было достигнуто соглашение, по которому автопроизводитель Porsche AG стал дочерней структурой Volkswagen (полностью к 2012 году), а холдинговая компания Porsche Automobil Holding стала ключевым акционером Volkswagen. В октябре 2013 года пункт закона о приватизации Volkswagen в отношении блокирующего пакета акций был отменён.
В декабре 2009 года концерн Volkswagen AG вступил в альянс с японской Suzuki, обменявшись с последней пакетами акций (немцы получили 20 % акций Suzuki) и анонсировав совместную разработку экологичных автомобилей. Менее чем через два года, в сентябре 2011 года, было объявлено о распаде данного альянса.
В сентябре 2015 года Агентство по охране окружающей среды США (EPA) обнаружило, что программа, использовавшаяся в бортовом компьютере выпускаемых Volkswagen автомобилей с дизельными двигателями, включая модели Audi A3, Volkswagen Jetta, Beetle, Golf и Passat, могла определять, работает ли автомобиль в обычном режиме или же идёт его тестирование. При тестировании происходило автоматическое переключение на экологически более чистый режим. Агентство по охране окружающей среды сообщило, что за каждый автомобиль, не соответствующий экологическим стандартам США, производитель заплатит штраф в $37,5 тыс. Учитывая, что число проданных с 2008 года в США машин составляет 482 тысячи, общая сумма штрафа может достичь $18 млрд. Volkswagen отозвал в США полмиллиона своих машин. Председатель совета директоров Volkswagen Мартин Винтеркорн принёс извинения, пообещав поддержать расследование, которое будет проводить министерство транспорта Германии. Затем Винтеркорн заявил, что уходит в отставку.
В апреле 2019 года появилась информация о том, что Volkswagen совместно с китайской компанией Anhui Jianghuai Automobile (JAC) планируют построить в Китае новый завод по производству электромобилей. По предварительным данным на строительство нового производства потребуется порядка 750 млн долларов.
В июле 2021 года был куплен американский производитель грузовых автомобилей Navistar International.
29 сентября 2022 года Volkswagen AG провёл первичное размещение акций Porsche AG; оно стало вторым крупнейшим в истории Германии (после приватизации Deutsche Telecom в 1996 году) оценив Porsche в 75 млрд евро. Volkswagen сохранил за собой блокирующий пакет акций, такой же пакет акций получила компания Porsche SE, среди ключевых инвесторов размещения акций были Qatar Investment Authority, T. Rowe Price, суверенные фонды Норвегии и Абу-Даби. Вырученные средства от размещения акций составили 19,5 млрд евро, половину из них Volkswagen планирует вложить в развитие электромобилей, а вторая половина была распределена среди акционеров немецкого концерна.

## Собственники и руководство
Крупнейшими акционерами по состоянию на конец 2023 года являлись:
- Porsche Automobil Holding — 31,9 % акций, 53,3 % голосов;
- правительство Нижней Саксонии — 11,8 % акций, 20 % голосов;
- Qatar Investment Authority — 10 % акций, 17 % голосов.

Руководство:
- Ханс Дитер Пётш (Hans Dieter Pötsch, род. 28 марта 1951 года) — председатель наблюдательного совета и председатель правления Porsche Automobil Holding SE с 2015 года, в совете с 2003 года.
- Оливер Блюме (Oliver Blume, род. 6 июня 1968 года) — председатель правления с начала сентября 2022 года, в компании с 1994 года, в правлении с 2015 года.

## Корпоративная структура
Брендами группы Volkswagen являются:
- Volkswagen (легковые автомобили) — в настоящее время часть концерна, занимающаяся производством легковых автомобилей, не оформлена как дочернее акционерное общество, а напрямую подчиняется руководству Volkswagen AG.
- Audi — последняя автомобильная марка группы Auto Union, приобретённой у Daimler-Benz в 1964 году.
  - Lamborghini — компания была приобретена дочерней компанией Audi.
    - Ducati Motor Holding S.p.A. — один из ведущих производителей мотоциклов премиум-класса, приобретён Audi AG (подразделением концерна Volkswagen AG) в апреле 2012 года у компании Investindustrial SpA за 1,1 млрд $.
    - Italdesign Giugiaro — 90,1 % акций было выкуплено в 2010 году итальянской Lamborghini Holding, чьей материнской компанией является Audi AG, в свою очередь, входящая в состав концерна Volkswagen AG. Таким образом, собственником ателье фактически стал Volkswagen. Оставшаяся доля акций принадлежит семье одного из основателей Italdesign Джорджетто Джуджаро.

  - Bentley — компания была приобретена в 1998 году у британского концерна Vickers plc[англ.] вместе с Rolls-Royce, но не может самостоятельно производить автомобили под этой маркой, так как сама марка была продана компании BMW.
- Porsche AG — 75 % акций принадлежит Volkswagen AG, остальные с сентября 2022 года котируются на Франкфуртской фондовой бирже[17]. До сентября 2015 года Мартин Винтеркорн являлся одновременно председателем правления Porsche SE и Volkswagen AG.
  - Bugatti Rimac — совместное предприятие между Porsche AG (45 %) и Rimac Group (55 %).
- NSU Motorenwerke — была приобретена в 1969 году и вошла в Audi Division. Не используется как самостоятельная марка с 1977 года.
- Seat — контрольный пакет акций компании (53 %) был приобретён у государства в 1986 году. С 1990 года марка практически является собственностью концерна Volkswagen AG, владеющего 99,99 % акций компании.
  - Cupra — спортивное подразделение SEAT, с 2018 года используется как отдельный бренд. В 2023 году было объявлено что новые модели SEAT будут выпущены под брендом Cupra.
- Škoda — компания была приобретена в 1991 году.
- Volkswagen Commercial Vehicles (Volkswagen Nutzfahrzeuge) — являлась частью Volkswagen AG, но в 1995 году, благодаря стараниям Бэрнда Вайдэмана, предыдущего председателя правления группы, стала самостоятельным подразделением внутри концерна Volkswagen. Подразделение занимается производством коммерческого транспорта: микроавтобусов, автобусов и тягачей.
- TRATON[англ.] — ранее назывался Volkswagen Truck and Bus, является холдинговой компанией по производству тяжелых коммерческих автомобилей Volkswagen Group.
  - Scania AB — контрольный пакет акций компании (70,94 %) был приобретён в 2009 году. Производит седельные тягачи, грузовики и самосвалы, автобусы и дизельные двигатели.
  - MAN AG — контрольный пакет акций компании (55,9 %) был приобретён в 2011 году. Производитель седельных тягачей, грузовиков и самосвалов, автобусов, дизельных и гибридных двигателей.
  - Navistar — американский производитель тягачей.
- Jetta — совместное предприятие с китайской FAW.

По состоянию на 2013 год Volkswagen является владельцем российской торговой марки «Aleko» (под которой одно время продавался «Москвич»). Право на использование бренда и всех эмблем сохраняется за Volkswagen до 2021 года.

## Деятельность
В 2021 году концерном было произведено 8,28 млн автомобилей (в 2020 году — 8,90 млн), продажи автомобилей составили 8,58 млн (в 2020 году — 9,16 млн). Основным брендом произведённых автомобилей был Volkswagen (4,58 млн легковых и 335 тыс. коммерческих), далее следуют Audi (1,57 млн), Škoda (802 тыс.), Seat (включая Cupra, 424 тыс.), Porsche (283 тыс.), MAN (90 тыс.), Scania (93 тыс.), Volkswagen Caminhões e Ônibus (57 тыс.), Navistar (29 тыс.), Bentley (15 тыс.), Lamborghini (8 тыс.), а также 59 тыс. мотоциклов Ducati.

### Автомобильное подразделение
Автомобильное подразделение концерна занимается производством и продажей автомобилей, а также других транспортных средств, двигателей и автокомплектующих, промышленного оборудования; выручка в 2021 году составила 206,2 млрд евро. Подразделение состоит из трёх групп:
- Легковые автомобили — производство и продажа легковых автомобилей под брендами Volkswagen, Audi, Seat, Bentley, Porsche, Škoda и другими, а также коммерческих автомобилей под брендом Volkswagen; выручка 172,9 млрд евро.
- Коммерческий транспорт — грузовые автомобили под брендами Scania, MAN, Navistar; выручка 30,1 млрд евро.
- Энергетическое оборудование — турбомашины, мощные дизельные двигатели, другое оборудование; выручка 3,3 млрд евро[3].

### Финансовое подразделение
Финансовое подразделение осуществляет кредитование дилеров и покупателей, лизинг автомобилей, банковские и страховые услуги в 47 странах мира. Выручка подразделения за 2021 год составила 44,0 млрд евро, активы на конец года — 235,6 млрд евро.

### Регионы деятельности
Распределение показателей деятельности по регионам по результатам 2021 года:
- Европа и Африка — 36 заводов, 3,73 млн проданных автомобилей, выручка 145,6 млрд евро;
- Северная Америка — 7 заводов, 805 тыс. автомобилей, выручка 45,3 млрд евро;
- Южная Америка — 6 заводов, 503 тыс. автомобилей, выручка 11,0 млрд евро;
- Азиатско-Тихоокеанский регион — 19 заводов, 3,54 млн автомобилей, выручка 48,7 млрд евро (без учёта совместных предприятий в КНР).

Основные рынки по количеству проданных автомобилей в 2021 году: Китай (3,301 млн), Германия (960 тыс.), США (648 тыс.), Великобритания (423 тыс.), Бразилия (312 тыс.), Италия (248 тыс.), Франция (238 тыс.), Испания (220 тыс.), Россия (205 тыс.), Мексика (130 тыс.), Турция (122 тыс.), Польша (121 тыс.), Чехия (114 тыс.), Канада (99 тыс.), ЮАР (73 тыс.), Япония (66 тыс.), Аргентина (56 тыс.), Индия (52 тыс.).
|                     | 2007  | 2008  | 2009  | 2010  | 2011  | 2012  | 2013  | 2014  | 2015   | 2016  | 2017  | 2018  | 2019  | 2020  | 2021  | 2022  | 2023  |
| ------------------- | ----- | ----- | ----- | ----- | ----- | ----- | ----- | ----- | ------ | ----- | ----- | ----- | ----- | ----- | ----- | ----- | ----- |
| Оборот              | 108,9 | 113,8 | 105,2 | 126,9 | 159,3 | 192,7 | 197,0 | 202,5 | 213,3  | 217,3 | 230,7 | 235,8 | 252,6 | 222,9 | 250,2 | 279,1 | 322,3 |
| Чистая прибыль      | 4,122 | 4,688 | 0,911 | 7,266 | 15,80 | 21,88 | 9,145 | 11,07 | -1,361 | 5,379 | 11,64 | 12,15 | 14,03 | 8,824 | 15,43 | 15,46 | 16,60 |
| Активы              | 145,4 | 167,9 | 177,2 | 199,4 | 253,8 | 309,6 | 324,3 | 351,2 | 381,9  | 409,7 | 422,2 | 458,2 | 488,1 | 497,1 | 528,6 | 564,0 | 600,3 |
| Собственный капитал | 31,94 | 37,39 | 37,43 | 48,71 | 63,35 | 81,83 | 90,04 | 90,19 | 88,27  | 92,91 | 109,1 | 117,3 | 123,7 | 128,8 | 146,2 | 165,4 | 175,7 |

### Volkswagen в Китае
На Китай приходится 40 % продаж автомобилей под брендами концерна. Volkswagen осуществляет деятельность в КНР через совместные предприятия, которые производят около 3 млн автомобилей в год, в основном под брендом Volkswagen, а также Audi и Škoda. Выпускаются как международные модели, так и разработанные специально для китайского рынка (Volkswagen Lamando, Teramont, ID.6 CROZZ). Volkswagen AG эти совместные предприятия в 2021 году принесли 3,03 млрд евро прибыли.

### Volkswagen в России
В России официальным дистрибьютором автомобилей марок Volkswagen, Audi, ŠKODA, Bentley, Lamborghini, Ducati и Volkswagen Коммерческие автомобили является ООО «Фольксваген Груп Рус». Деятельность компании в качестве единой компании-импортера берёт своё начало в 2003 году. Генеральным директором является Маркус Озегович.
На должность генерального директора и уполномоченного концерна по региону Россия и СНГ с 18 января 2021 года назначен Штефан Меха. На этом посту он сменил Маркуса Озеговича.
В 2014 году «Фольксваген Груп Рус» выступила официальным партнёром Олимпийских и Паралимпийских зимних игр в Сочи. Для организации трансфера гостей компания предоставила Оргкомитету Сочи-2014 более 3000 автомобилей марок Volkswagen, Audi, Škoda и Volkswagen—Коммерческие автомобили, большинство из которых было произведено на российских заводах компании.
В марте 2016 года компания ввела в эксплуатацию новый склад запасных частей и аксессуаров в подмосковном городе Чехов.
В феврале 2018 года завод компании стал обладателем награды Transformer of the Year за лучшие показатели эффективности среди заводов марки Volkswagen в мире. В июле 2018 года компания расширила границы своей деятельности и получил статус официального импортёра марок Volkswagen — легковые автомобили и Volkswagen—Коммерческие автомобили в Казахстане. В ноябре 2018 года заводом Volkswagen Group Rus в Калуге был выпущен 500-тысячный седан Volkswagen Polo в комплектации Drive с 1,6-литровым двигателем мощностью 110 л. с. и 6-ступенчатой автоматической коробкой передач. Данный автомобиль был передан российскому оператору каршеринга «Делимобиль».
В 2018 году объём продаж компании на российском рынке составил 211 800 автомобилей. Доля рынка по итогам 2018 года достигла 11,8 %. Объём продаж всех брендов концерна Volkswagen в России составил 229 800 (включая результаты продаж марок Porsche, MAN и Scania). На производственных площадках компании в 2018 году было произведено 200 000 автомобилей: 143 500 автомобилей — на заводе компании в Калуге и 56 500 автомобилей — на производственной площадке в Нижнем Новгороде. Объём производства двигателей составил 161 000 двигателей, 44 000 из которых были экспортированы на производственные площадки в Испании и Чехии.
После вторжения России на Украину, в марте 2022 года концерн остановил поставки автомобилей в Россию и производство автомобилей на заводах в Калуге и Нижнем Новгороде.

#### Завод в Калуге
29 мая 2006 года компания подписала инвестиционное соглашение с администрацией Калужской области и Минэкономразвития России о строительстве автомобильного завода в районе города Калуга, в технопарке Грабцево. Первоначальные инвестиции в проект составили 570 миллионов евро. Изначально завод, открытый 28 ноября 2007 года, выпускал автомобили Škoda Octavia по технологии крупноузловой сборки. В октябре 2009 года на заводе было запущено производство кузовов полного цикла, включающего сварку и окраску.
В конце октября 2009 года «Фольксваген Груп Рус» объявила о работе над проектом бюджетного седана B-класса, создаваемого на базе хетчбэка Volkswagen Polo специально для российского рынка. В начале июня 2010 года стало известно о практической готовности автомобиля, названного Volkswagen Polo sedan. В производство на заводе в Калуге автомобиль запущен летом 2010 года.
В 2013 году уровень локализации производства оценивался в 50 %.
В ноябре 2016 года на заводе в Калуге был открыт новый кузовной цех площадью 12 000 м². Дополнительные мощности предприятия позволили организовать производство Volkswagen Tiguan второго поколения. Общий объём инвестиций Volkswagen Group в производство нового Tiguan составил 180 млн евро.
В июне 2017 года на заводе в Калуге стартовало производство обновленного Škoda Rapid.

#### Завод двигателей
В 2015 году в Калуге открыт завод по производству двигателей 1.6 MPI серии EA211. Мощность завода составляет 150 тысяч двигателей в год. В феврале 2016 года с конвейера в Калуге сошёл миллионный автомобиль, которым стал Volkswagen Polo Allstar с двигателем локального производства. В октябре 2016 года был выпущен 200-тысячный двигатель 1.6 MPI серии ЕА211 с момента открытия завода по производству двигателей. В 2018 году изготовлена 161 тысяча двигателей, из них 44 тысячи экспортированы.

#### Производство в Нижнем Новгороде
С 2012 года компания начала производить автомобили и на производственной площадке Группы ГАЗ в Нижнем Новгороде. Соглашение о контрактной сборке с российской Группой ГАЗ было подписано 14 июня 2011 года. В соответствии с соглашением на «ГАЗе» в настоящее время организован полный цикл производства автомобилей Škoda Octavia и Škoda Kodiaq.
В июне 2017 года Volkswagen Group и Группа ГАЗ подписали соглашение о сотрудничестве в трех областях:
- Продление контрактного производства легковых автомобилей на заводе в Нижнем Новгороде;
- Поставка двигателей Volkswagen для легких коммерческих автомобилей марки ГАЗ;
- Соглашение о намерениях рассмотреть возможности стратегического партнёрства между компаниями Volkswagen Truck & Bus и Группа ГАЗ.

#### Арест активов Volkswagen в России
20 марта 2023 года российский суд заморозил все активы Volkswagen в России на время разрешения спора с Группой ГАЗ. По данным Reuters, это стало последним препятствием для многолетних усилий немецкого автопроизводителя по свертыванию своих операций в России. Было отмечено, что Группа ГАЗ, с которой был заключен контракт на производство автомобилей на заводе в Нижнем Новгороде, потребовала приостановить продажу в рамках судебного иска после того, как Volkswagen расторг производственное соглашение в августе 2022 года.